# 더샵 동래
더샵 동래(영어: THE SHARP Dongnae)는 대한민국 부산광역시 동래구 온천동에 위치한 아파트 단지이다.

## 같이 보기
- 부산광역시의 마천루 목록